# Eiszeitliche Ränder des Argentals mit Argenaue

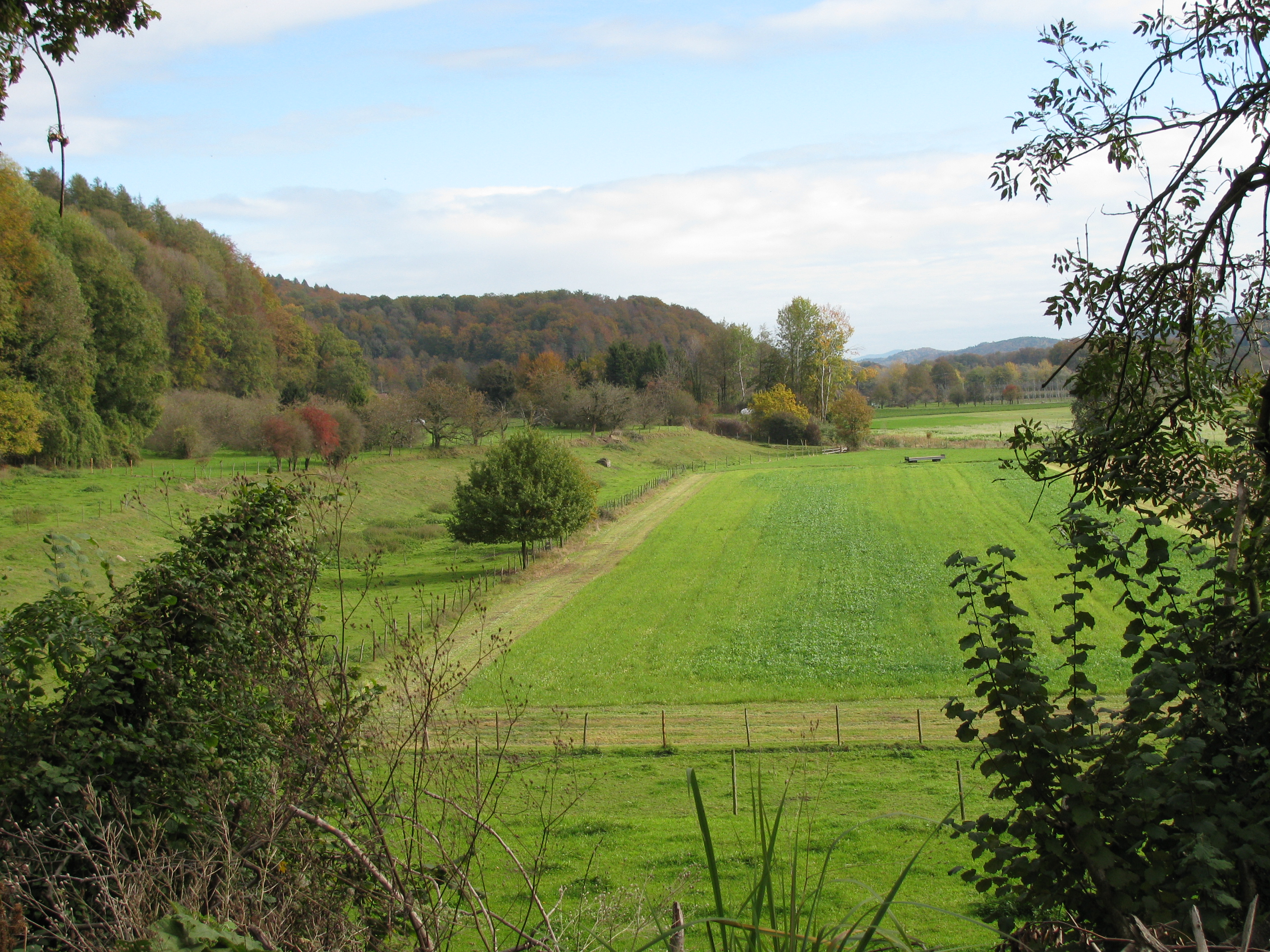
Argental bei Gießenbrücke

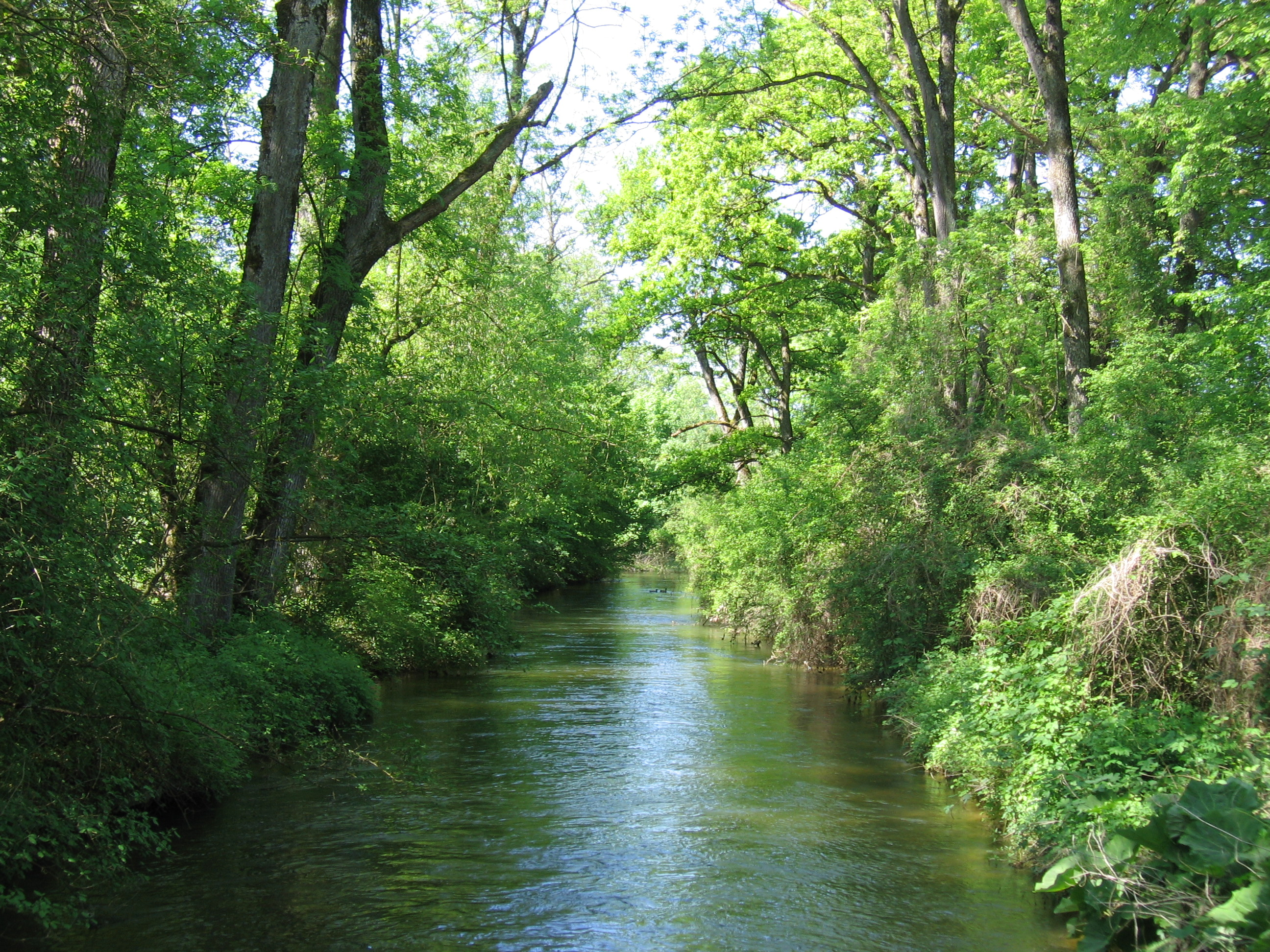
Am Langenargener Mühlkanal

Das Gebiet Eiszeitliche Ränder des Argentals mit Argenaue ist ein mit Verordnung vom 16. Dezember 1997 des Landratsamts Bodenseekreis ausgewiesenes Landschaftsschutzgebiet (LSG-Nummer 4.35.040) in Bereichen der baden-württembergischen Gemeinden Kressbronn am Bodensee, Langenargen und Neukirch sowie der Stadt Tettnang im Bodenseekreis in Deutschland.

## Lage
Das rund 1524 Hektar (ha) große Landschaftsschutzgebiet Eiszeitliche Ränder des Argentals mit Argenaue gehört naturräumlich zum Bodenseebecken und Westallgäuer Hügelland. Es erstreckt sich auf einer Höhe von rund 400 bis 575 m ü. NN entlang der Argen, nordöstlich der Langenargener Ortsmitte, östlich des Tettnanger Waldes in der Gemarkung Langnau, im Süden der Gemeinde Neukirch und im Westen Kressbronns.
22,87 Prozent (= 370,75 ha) der Gesamtfläche gehören zum Gemeindegebiet Kressbronns, 18,59 Prozent (= 301,37 ha) zu Langenargen, 8,24 Prozent (= 133,63 ha) zu Neukirch und 44,29 Prozent (= 718,10 ha) zu Tettnang.

## Schutzzweck
Wesentlicher Schutzzweck ist die Erhaltung der während der letzten Eiszeit geschaffenen geologischen Einheit des Urstromtals der Argen vom Delta im Süden bis zur östlichen Kreisgrenze.